# Wolfforth
Wolfforth je město v okrese Lubbock County ve státě Texas ve Spojených státech amerických. V roce 2010 zde žilo 3 670 obyvatel. S celkovou rozlohou 7,99 km² byla hustota zalidnění 460 obyvatel na km².

## Geografie
Wolfforth se nachází na 33°30′14″ s. š., 102°0′43″ z. d..